# Kataiahgarahalli, Gudibanda
Kataiahgarahalli là một làng thuộc tehsil Gudibanda, huyện Kolar, bang Karnataka, Ấn Độ.